# Rot an der Rot
Rot an der Rot és un municipi situat al districte de Biberach, a l'estat federat de Baden-Württemberg (Alemanya), amb una població a finals del 2016 d'uns 4.513 habitants.
Es troba a l'est de l'estat, a la regió de Tübingen, sobre la serra Jura de Suàbia, al sud del riu Danubi i a l'oest del riu Iller (afluent de l'anterior), que el separa de l'estat de Baviera.